# Real... en vivo
Real... en vivo es el quinto álbum en vivo de la cantante Ednita Nazario. Fue grabado en el Coliseo de Puerto Rico José Miguel Agrelot con más de 6000 personas presentes. El espectáculo contó con la participación de artistas destacados como Ricky Martin y Tommy Torres interpretando clásicos con Nazario. El álbum debutó en el Billboard 200 Albums en el puesto 57 vendiendo más de 8658 copias en la primera semana.

## Lista de canciones
| CD |
| --- |
| 1. Después de ti - 3:37 2. No me dejes no (Give a Little Bit)/Última vez/Eres libre - 6:33 3. Real - 5:27 4. Alguien más - 3:44 5. Mi corazón tiene mente propia/Como antes - 4:13 6. Todavía - 3:21 7. Puedo - 4:24 8. Tu sabes bien (con Tommy Torres) - 3:54 9. Cuando no te queden lágrimas - 4:38 10. Química ideal (con Ricky Martin) - 4:42 11. No - 4:03 12. No te mentia - 3:47 |

| DVD |
| --- |
| 1. Después de ti 2. Espíritu libre 3. Más mala que tu / A que pides más 4. No me dejes no / Última vez 5. Real 6. Alguien más 7. Mi corazón tiene mente propia / Como antes 8. Pienso en ti 9. Todavía 10. Puedo 11. Me quedo 12. Tu sabes bien / Pegadito 13. Days Of Innocences 14. Cuando no te queden lágrimas 15. Química ideal 16. No 17. Vengada 18. Si no me amas / La prohibida / Aprenderé 19. No te mentia 20. Más grande que grande |

Fuente:

## Lista de posiciones
| Ventas (2007)                     | Posición | Certificación |
| --------------------------------- | -------- | ------------- |
| EE.UU. Billboard 200 albums       | 57       | (30,000+)     |
| EE.UU. Billboard Top Latin Albums | 4        | (30,000+)     |
| EE.UU. Billboard Latin Pop Albums | 2        | (30,000+)     |
| Puerto Rico Top 100 Albums        | 3        | (30,000+)     |

## Premios

### Billboard Latin Music Awards
| Año  | Premio                              | Resultado |
| ---- | ----------------------------------- | --------- |
| 2009 | Mejor álbum latino del año-femenino | Nominado  |